# Sigisberto e Placido
Sigisberto (... – Disentis, ...; fl. VIII secolo) e 
Placido (... – Disentis, ...; fl. VIII secolo) furono una coppia di eremiti svizzeri vissuti a Disentis agli inizi dell'VIII secolo, venerati come santi dalla Chiesa cattolica.

## Biografia
Sigiberto era probabilmente di origine franca e proveniva dal monastero di Luxeuil; dopo varie peregrinazioni, giunse in Rezia e fondò un eremo nella regione chiamata Disertina, sui cui resti nel 750 l'abate Ursicino fondò l'abbazia benedettina di Disentis.
Nella sua vita eremitica Sigisberto ebbe come compagno il retico Placido, fatto uccidere dal governatore di Coira Vittore che temeva le ingerenze franche nei suoi domini.

## Il culto
I corpi di Sigisberto e Placido furono riesumati e collocati nella cripta della chiesa abbaziale di San Martino a Disentis: tali reliquie, per tutto il Medioevo, attirarono a Disentis numerosi pellegrini, soprattutto nel giorno della festa annuale dei due santi (11 luglio). La fiera che si teneva in occasione della loro festa è ricordata anche nel duecentesco Liber notitiae Sanctorum Mediolani di Goffredo da Bussero.
Minacciati dalle incursioni saracene, nel 940 i monaci trasferirono le reliquie dei santi nella città fortificata di Zurigo. Il culto dei due eremiti ebbe nuovo impulso dal ritrovamento, nel 1498, delle loro reliquie nella cripta di Disentis; la maggior parte dei resti dei due santi andò bruciata durante l'invasione francese del 1799.
Il loro culto come santi fu confermato da papa Pio X con decreto del 6 dicembre 1905.
Il loro elogio si legge nel Martirologio romano all'11 luglio.